# Filmes de 1945 da Republic Pictures

## Introdução
Em 1945, a Republic Pictures lançou 57 produções.
Com Army - Maintenance for LVTs chegou ao fim a série de filmes sobre treinamento militar para as Forças Armadas dos Estados Unidos. Foram 16 segmentos, iniciados em 1941, sendo quinze para o Exército e um para a Marinha.
A comédia musical Swingin' on a Rainbow mostrou a última atuação do comediante do cinema mudo Harry Langdon. Ele faleceu em dezembro do ano anterior.
O faroeste Flame of Barbary Coast, estrelado por John Wayne, recebeu duas indicações ao Oscar. Os musicais Hitchhike to Happiness e Earl Carroll Vanities também foram lembrados pela Academia, mas o único prêmio recebido foi um Oscar Honorário para a equipe de som, o quinto consecutivo e último recebido pelo departamento.

## Prêmios Oscar
Décima oitava cerimônia, com os filmes exibidos em Los Angeles no ano de 1945.
| Filme                  | Indicações                                                    | Premiações |
| ---------------------- | ------------------------------------------------------------- | ---------- |
| Earl Carroll Vanities  | Melhor Canção Original                                        | ---        |
| Flame of Barbary Coast | Melhor Trilha Sonora (drama ou comédia) Melhor Mixagem de Som | ---        |
| Hitchhike to Happiness | Melhor Trilha Sonora (musical)                                | ---        |

### Prêmio Honorário (Certificado)
- Daniel J. Bloomberg, Republic Pictures e o Departamento de Som da Republic, "pela construção de um auditório que proporciona ótimas condições de gravação, combinando todos os elementos de acústica e design técnico".[2]

## Seriados do ano
| Título original            | Título PT/BR                 | Título PT/PT                   | Astro                          | Diretor                                           | Episódios | Gênero            |
| -------------------------- | ---------------------------- | ------------------------------ | ------------------------------ | ------------------------------------------------- | --------- | ----------------- |
| Federal Operator 99        | Agente Federal 99            |                                | Marten Lamont, Helen Talbot    | Spencer G. Bennett/Wallace Grissell/Yakima Canutt | 12        | Policial          |
| Manhunt of Mystery Island  | O Segredo da Ilha Misteriosa | O Prisioneiro da Ilha do Diabo | Richard Bailey, Linda Stirling | Spencer G. Bennett/Wallace Grissell/Yakima Canutt | 15        | Mistério          |
| The Purple Monster Strikes | Marte Invade a Terra         | O Monstro Vermelho Ataca       | Dennis Moore, Linda Stirling   | Spencer G. Bennett/Fred C. Brannon                | 15        | Ficção Científica |

## Filmes do ano
| Título original            | Título PT/BR              | Título PT/PT                | Astros                               | Diretor                | Gênero   |
| -------------------------- | ------------------------- | --------------------------- | ------------------------------------ | ---------------------- | -------- |
| Along the Navajo Trail     | Senda Romântica           |                             | Roy Rogers, Gabby Hayes              | Frank McDonald         | Faroeste |
| An Angel Comes to Brooklyn |                           |                             | Kaye Dowd, Robert Duke               | Leslie Goodwins        | Musical  |
| Bandits of the Badlands    |                           |                             | Sunset Carson, Peggy Stewart         | Thomas Carr            | Faroeste |
| Behind City Limits         |                           |                             | Lynne Roberts, Peter Cookson         | John English           | Drama    |
| Bells of Rosarita          | Os Sinos de Rosarita      | Os Sinos de Rosarita        | Roy Rogers, Gabby Hayes              | Frank McDonald         | Faroeste |
| The Big Show-Off           |                           |                             | Arthut Lake, Dale Evans              | Howard Bretherton      | Drama    |
| Captain Tugboat Annie      |                           |                             | Jane Darwell, Edgar Kennedy          | Phil Rosen             | Drama    |
| The Cheaters               | Os Farsantes              |                             | Joseph Schildkraut, Billie Burke     | Joseph Kane            | Comédia  |
| The Cherokee Flash         |                           |                             | Sunset Carson, Linda Stirling        | Thomas Carr            | Faroeste |
| The Chicago Kid            | Penumbra do Passado       |                             | Don 'Red' Barry, Otto Kruger         | Frank McDonald         | Policial |
| Colorado Pioneers          | Pioneiros do Colorado     |                             | Bill Elliott, Bobby Blake            | R. G. Springsteen      | Faroeste |
| Corpus Christi Bandits     |                           |                             | Allan Lane, Helen Talbot             | Wallace Grissell       | Faroeste |
| Dakota                     | Dakota                    | Oeste em Chamas             | John Wayne, Vera Hruba Ralston       | Joseph Kane            | Faroeste |
| Don't Fence Me In          | Não Me Encerrem           |                             | Roy Rogers, Gabby Hayes              | John English           | Faroeste |
| Earl Carroll Vanities      | Princesa Caprichosa       |                             | Dennis O'Keefe, Constance Moore      | Joseph Santley         | Musical  |
| The Fatal Witness          | Testemunha Fatal          |                             | Evelyn Ankers, Richard Fraser        | Lesley Selander        | Mistério |
| Flame of Barbary Coast     | Um Dia Voltarei           | A Maldição de São Francisco | John Wayne, Ann Dvorak               | Joseph Kane            | Faroeste |
| Gangs of the Waterfront    | Bandidos do Cais          |                             | Robert Armstrong, Stephanie Bachelor | George Blair           | Policial |
| Girls of the Big House     | As Presidiárias           |                             | Lynn Roberts, Virginia Christine     | George Archainbaud     | Drama    |
| The Great Flamarion        | A Grande Paixão           |                             | Erich von Stroheim, Mary Beth Hughes | Anthony Mann           | Drama    |
| Great Stagecoach Robbery   | O Roubo das Diligências   |                             | Bill Elliott, Bobby Blake            | Lesley Selander        | Faroeste |
| Grissly's Millions         | O Segredo do Ataúde       |                             | Paul Kelly, Virginia Grey            | John English           | Mistério |
| Hitchhike to Happiness     | Doce Impostora            |                             | Al Pearce, Dale Evans                | Joseph Santley         | Musical  |
| Identity Unknown           |                           |                             | Richard Arlen, Cheryl Walker         | Howard Bretherton      | Drama    |
| Jealousy                   | Ciúmes                    |                             | John Loder, Jane Randolph            | Gustav Machaty         | Mistério |
| Lone Texas Ranger          |                           |                             | Bill Elliott, Bobby Blake            | Spencer Gordon Bennett | Faroeste |
| Love, Honor and Goodbye    | Caprichos de Roberta      |                             | Virginia Bruce, Edward Ashley        | Albert S. Rogell       | Comédia  |
| The Man from Oklahoma      | O Homem de Oklahoma       |                             | Roy Rogers, Gabby Hayes              | Frank McDonald         | Faroeste |
| Marshal of Laredo          | Acusado Inocente          |                             | Bill Elliott, Bobby Blake            | R. G. Springsteen      | Faroeste |
| Mexicana                   |                           |                             | Tito Guizar, Constance Moore         | Alfred Santell         | Musical  |
| Oregon Trail               |                           |                             | Sunset Carson, Peggy Stewart         | Thomas Carr            | Faroeste |
| Phantom of the Plains      | O Barba-Azul do Oeste     |                             | Bill Elliott, Bobby Blake            | Lesley Selander        | Faroeste |
| The Phantom Speaks         | Fala o Fantasma           |                             | Richard Arlen, Stanley Ridges        | John English           | Policial |
| Road to Alcatraz           | Caminho do Cadafalso      |                             | Robert Lowery, June Storey           | Nick Grinde            | Mistério |
| Rough Riders of Cheyenne   |                           |                             | Sunset Carson, Peggy Stewart         | Thomas Carr            | Faroeste |
| Santa Fe Saddlemates       |                           |                             | Sunset Carson, Linda Stirling        | Thomas Carr            | Faroeste |
| Scotland Yard Investigator | O Agente da Scotland Yard |                             | C. Aubrey Smith, Erich von Stroheim  | George Blair           | Policial |
| Sheriff of Cimarron        |                           |                             | Sunset Carson, Linda Stirling        | Yakima Canutt          | Faroeste |
| A Song for Miss Julie      |                           |                             | Shirley Ross, Barton Hepburn         | William Rowland        | Musical  |
| Song of Mexico             | Canção do México          |                             | Adele Mara, Edgar Barrier            | James A. Fitzpatrick   | Musical  |
| A Sporting Chance          | Herdeira a Prova          |                             | Jane Randolph, John O'Malley         | George Blair           | Comédia  |
| Steppin' in Society        | Juiz Malandro             |                             | Edward Everett Horton, Gladys George | Alexander Esway        | Comédia  |
| Sunset in El Dorado        | A Dama de Eldorado        |                             | Roy Rogers, Gabby Hayes              | Frank McDonald         | Faroeste |
| Swingin' on a Rainbow      |                           |                             | Jane Frazee, Brad Taylor             | William Beaudine       | Musical  |
| Tell It to a Star          | Conte Tudo às Estrelas    |                             | Ruth Terry, Robert Livingston        | Frank McDonald         | Musical  |
| Three's a Crowd            |                           |                             | Pamela Blake, Charles Gordon         | Lesley Selander        | Mistério |
| The Tiger Woman            | Mulher Perigosa           |                             | Adele Mara, Kane Richmond            | Philip Ford            | Policial |
| The Topeka Terror          |                           |                             | Allan Lane, Linda Stirling           | Howard Bretherton      | Faroeste |
| Trail of Kit Carson        |                           |                             | Allan Lane, Helen Talbot             | Lesley Selander        | Faroeste |
| Utah                       | Utah                      |                             | Roy Rogers, Gabby Hayes              | John English           | Faroeste |
| The Vampire's Ghost        | O Espectro do Vampiro     |                             | John Abbott, Charles Gordon          | Lesley Selander        | Terror   |
| Wagon Wheels Westward      | Povoação Vazia            |                             | Bill Elliott, Bobby Blake            | R. G. Springsteen      | Faroeste |
| The Woman Who Came Back    | A Mulher Que Voltou       |                             | John Loder, Nancy Kelly              | Walter Colmes          | Mistério |

## Outros
| Título                      | Narração | Elenco | Diretor | Gênero              |
| --------------------------- | -------- | ------ | ------- | ------------------- |
| Army - Maintenance for LVTs | --       | --     | --      | Treinamento Militar |